# شادی (فیلم ۲۰۰۵)
شادی (به هندی: Ssukh) فیلمی محصول سال ۲۰۰۵ و به کارگردانی کرتی آهوجا است. در این فیلم بازیگرانی همچون گوویندا، پریتی جانگیانی، چانکی پاندی، آرتی چهابریا، جکی شروف، پریم چوپرا، شارات ساکسنا ایفای نقش کرده‌اند.